# Solinair
Solinair d.o.o. ist eine slowenische Frachtfluggesellschaft mit Sitz in Zgornji Brnik und Basis am Flughafen Ljubljana.

## Unternehmen
Solinair wurde 1991 gegründet und führt hauptsächlich Charter- und ACMI-Flüge durch. Das Unternehmen betreibt auch einen Flugzeugwartungsbetrieb. Die am 29. November 1993 gegründete Solinair Flugschule wurde 2010 zur Lipican Aer d.o.o.
Im Jahre 2008 wurde Solinair von der türkischen Frachtlinie MNG Airlines übernommen.

## Geschichte
Im Sommer 2015 besaß Solinair kurzfristig keine eigenen Flugzeuge mehr, nachdem die letzte Maschine, eine Saab 340 im Juli 2015 an den Leasinggeber zurückgegeben wurde. Zuvor verkaufte sie bereits ihre beiden letzten Boeing 737-400.

## Flotte

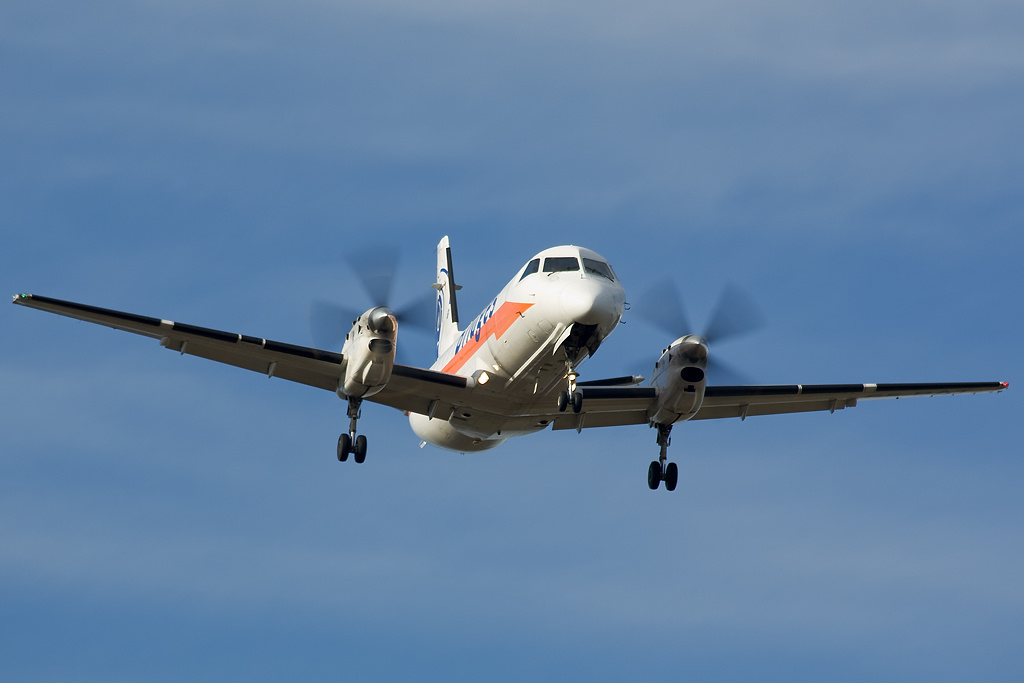
Saab 340A(F) der Solinair

### Aktuelle Flotte
Mit Stand April 2025 besteht die Flotte der Solinair aus zwei Flugzeugen mit einem Durchschnittsalter von 32,6 Jahren:
| Flugzeugtyp         | Anzahl | bestellt | Anmerkungen                      | Durchschnittsalter |
| ------------------- | ------ | -------- | -------------------------------- | ------------------ |
| Airbus A300B4-600RF | 2      |          | einer betrieben für DHL Aviation | 32,6 Jahre         |
| Gesamt              | 2      | -        |                                  | 32,6 Jahre         |

### Ehemalige Flugzeugtypen
Die Gesellschaft setzte in der Vergangenheit unter anderem auch folgende Flugzeugtypen ein:
- Boeing 737-400
- Let L-410
- Saab 340